# Rianne ten Haken
Rianne ten Haken  (Lelystad; 27 de noviembre de 1986) es una modelo neerlandesa.

## Primeros años y carrera
Nació en Lelystad, Flevoland, y comenzó a modelar tras participar en Elite Model Look 2001 a la edad de 15 años.
En 2003 Rianne desfiló sus primeras pasarelas. En Nueva York debutó en el evento de Marc Jacobs y fue contratada por otras marcas después de dicho desfile.
En diciembre de 2003 realizó su primera portada para Vogue Italia, siendo fotografiada por Steven Meisel. Ese mismo mes apareció en la portada de Numero fotografiada por Mert & Marcus.
Rianne ha trabajado con fotógrafos de la talla de Steven Meisel, Craig McDean, Patrick Demarchelier y Peter Lindbergh. Ha figurado en revistas como Vogue Estados Unidos, Italia y Reino Unido, Numero, W y GQ. Realizó sus primeras portadas y editoriales para Vogue Italia en octubre y noviembre de 2009. En los 2010s apareció en las portadas de revistas como Vogue Países Bajos, Elle Rusia, Elle España, Elle Serbia y L'Officiel Países Bajos.
Ten Haken fue vista en anuncios para Versace, Armani collezioni, Armani exchange y La Perla. También figuró en campañas cosméticas para Versace, Chanel, Guerlain y Clarins.
Como modelo, Rianne ha deafilado para Calvin Klein,Jean Paul Gaultier, Dior, Chanel, Yves Saint Laurent, Gucci, Prada, Miu Miu, Marc Jacobs, Donna Karan, Diane von Furstenberg, Versace, Roberto Cavalli, entre otros.
Rianne es representada por Women Model Management, Elite Model Management y Traffic.

## Vida personal
Tiene un hijo varón nacido en abril de 2018. En agosto de 2020 anunció que esperaba su segundo hijo. Su segunda hija, Nova, nació el 25 de diciembre de 2020.